# Juan del Castillo
Juan del Castillo (Belmonte, 14 settembre 1596 – Ijuí, 17 novembre 1628) è stato un missionario e gesuita spagnolo.
Missionario delle Missioni gesuite dei Guaraní (Riduzioni) nel Paraguay, due giorni dopo fu ucciso Rocco González. È considerato martire e, già beatificato il 28 gennaio 1934 da papa Pio XI, fu canonizzato da papa Giovanni Paolo II nel 1988.

## Biografia

### Giovinezza e formazione
Nato il 14 settembre 1596 a Belmonte, nella regione di Toledo in Spagna, Juan del Castillo era destinato a diventare un giurista. A questo scopo egli entrò nell'Università di Alcalá, ma subito si accorse di avere altri scopi.
Fu così che entrò molto giovane nella Compagnia di Gesù, il 21 marzo 1614 fu ammesso in un noviziato di Madrid con la prospettiva di venire ordinato sacerdote.
Nel novembre 1616, fu inviato insieme a Alfonso Rodríguez-Olmedo nell'America del Sud. Giunto a Buenos Aires il 15 febbraio 1617, si recò a Cordoba per proseguire nei suoi studi. Fu infine ordinato sacerdote nel 1625.

### Missione nel Paraguay

#### Contesto
I gesuiti giunsero ad Asunción nel 1588 e crearono le Reducciones (Riduzioni) del Paraguay tra gli indios Guaraní nel 1609. È importante notare che l'allora Provincia del Paraguay non corrisponde alle attuali frontiere. Essa comprendeva gli attuali Paraguay, Uruguay, Argentina e una piccola parte degli attuali Bolivia e Brasile Il loro scopo era quello di proteggere gli indigeni dai coloni portoghesi. Essi si attirarono così molto presto l'ostilità di questi ultimi.

#### Missioni
Una volta ordinato prete, Juan del Castillo iniziò il suo lavoro di missionario. Fu condotto a Ijuí da padre Rocco González, che lo lasciò presto alla testa di questa Riduzione per andare a fondarne una nuova. Laggiù egli aiuterà la cristianizzazione dei Guaraní, in particolare insegnando ai più giovani a leggere e scrivere, ecc.

#### Morte
Juan del Castillo fu assassinato il 17 novembre 1628 a Ijuí, due giorni dopo i suoi confratelli Rocco Gonzalez e Alonso Rodriguez. In effetti, lo stregone Nezu, cacicco della regione circostante, era ostile ai loro sforzi di cristianizzazione e condannò tutti i missionari. Egli ordinò ai suoi uomini di assassinare i tre religiosi, condannando tutti i missionari in generale. Egli fu assassinato nella foresta ma la sua salma fu traslata e inumata con i suoi compagni nella Riduzione dell'Immacolata Concezione.

## Riconoscimenti
Juan Del Castillo, come anche Rocco Gonzalez de Santa Cruz e Alfonso Rodriguez furono beatificati da papa Pio XI nel 1934 e canonizzati il lunedì 16 maggio 1988 da papa Giovanni Paolo II.
Ecco un estratto dell'omelia pronunciata da Papa Giovanni Paolo II durante la canonizzazione di Juan del Castillo, Alfonso Rodriguez e Rocco Gonzalez de Santa Cruz il 16 maggio 1988 ad Asunción (Paraguay):
«Da poco tempo, al momento di aver sollecitato ufficialmente la canonizzazione dei preti Rocco González de Santa Cruz, Alfonso Rodríguez e Juan del Castillo, è passato un riassunto della loro santa vita, come dei meriti e delle grazie celesti con le quali il Signore li ha voluti onorare. In costoro, e alla presenza dei frutti che essi hanno ottenuto nel compito di diffondere la verità cristiana e la promozione dell'uomo, noi riconosciamo gli autentici segni degli apostoli, le cui vita è solidamente edificata nell'imitazione di Cristo.»